# Teremiski
Teremiski – wieś w Polsce położona w województwie podlaskim, w powiecie hajnowskim, w gminie Białowieża. 
Podczas Spisu Powszechnego 2011 miejscowość zamieszkiwało 81 osób.
W latach 1975–1998 miejscowość administracyjnie należała do województwa białostockiego.
W miejscowości znajduje się Uniwersytet Powszechny im. Jana Józefa Lipskiego, jest to nieformalna uczelnia, której współtwórcą był Jacek Kuroń. Mieszkańcem wsi jest dziennikarz Adam Wajrak. W Teremiskach urodził się Borys Nikitiuk historyk, dziennikarz prasowy i radiowy.

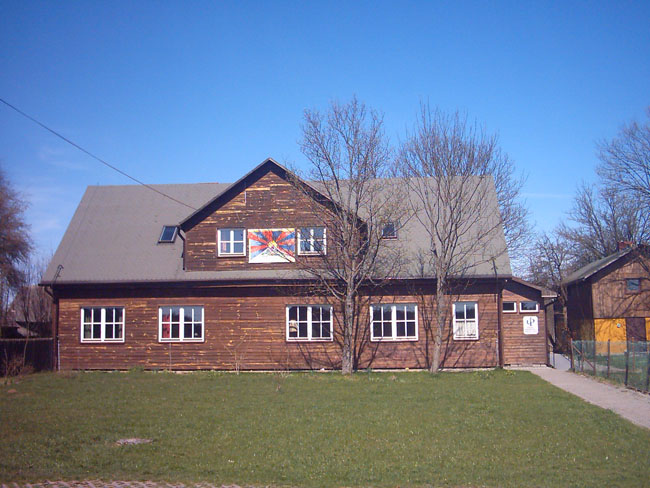
Uniwersytet Powszechny im. Jana Józefa Lipskiego

Prawosławni mieszkańcy wsi należą do parafii św. Mikołaja w Białowieży, a wierni kościoła rzymskokatolickiego do parafii św. Jana Chrzciciela w Narewce.

## Nazwa
Pierwsi mieszkańcy sprowadzeni do Puszczy, zwani tu budnikami, musieli sobie dopiero wyrobić w lesie miejsce na osadę, trzebiąc las. Stąd poszła nazwa, pierwotnie zapewne w formie Tieriebiski → Tieriemiski → (Teremyski) Teremiski, od czasownika tieriebiti = trzebić.

## Historia
Historia wsi Budy, Teremiski i Pogorzelce jest ściśle związana z przebiegiem zasiedlania i użytkowania Puszczy Białowieskiej. Wraz z wejściem Puszczy w 1589 r. w skład królewskich dóbr stołowych zaczęło się kontrolowane użytkowanie Puszczy poprzez „wchody”, czyli prawo użytkowania lasu. Systematyczna eksploatacja Puszczy rozpoczęła się w XVII w. Jej gruntowną reformę wprowadził w XVII w. Antoni Tyzenhauz. Uruchomił on nowe ośrodki dostarczające przetworzone produkty leśne np. węgiel drzewny, smołę drzewną, dziegieć, potaż.
Wówczas wewnątrz puszczy powstały osady przemysłowe Budy, Pogorzelce i Teremiski. Do pracy w przemyśle leśnym sprowadzono specjalnie ludność z Mazowsza. Osady puszczańskie zakładane były na ziemiach królewskich w dobrach stołowych. Mieszkańcy byli zwolnieni z odrabiania pańszczyzny. Ich zajęciem poza pracą w lesie był udział w polowaniach monarszych (za tę pracę dostawali dodatkowe wynagrodzenie).
Historia i współczesność wszystkich puszczańskich osad jest podobna. Wszystkie trzy pojawiały się na mapach w XVIII w. Systematycznie rozrastały się do początku XX w. W czasie pierwszej wojny światowej wszyscy mieszkańcy opuścili domy by ruszyć w głąb Rosji za wycofującą się armią carską w ramach tzw. bieżeństwa. Po powrocie w latach 1918–1924 odbudowali spalone siedliska. W okresie międzywojennym większość z nich znalazła zatrudnienie w przemyśle leśnym. Według Powszechnego Spisu Ludności przeprowadzonego w 1921 roku wieś liczyła 29 domostw, które zamieszkiwało 255 osób.  128 z nich zadeklarowało wyznanie prawosławne, zaś pozostałe 127 rzymskokatolickie. Jednocześnie 137-u mieszkańców Teremisek podało polską przynależność narodową, a pozostałych 118-u białoruską. W owym czasie miejscowość nosiła nazwę Teremyski i znajdowała się na terenie gminy i powiatu Białowieża.
W 1941 r. wszystkie wsie leżące wewnątrz Puszczy zostały spacyfikowane przez Niemców: domostwa spalono a mieszkańców wysiedlono poza obszar leśny. Pacyfikacja Teremisek nastąpiła w dniach 25-27 lipca 1941 r. i została dokonana przez 322 batalion policji niemieckiej. Mieszkańcy powrócili po wojnie by ponownie odbudować gospodarstwa. W 1948 roku z inicjatywy Ministerstwa Leśnictwa przygotowano plan przesiedlenia mieszkańców Bud, Teremisek i Pogorzelc na ziemie poniemieckie, w okolice Gołdapi. Opróżnione w ten sposób polany puszczańskie miały zostać zalesione. Wobec braku zainteresowania ze strony mieszkańców w 1949 z akcji przesiedleńczej zrezygnowano.

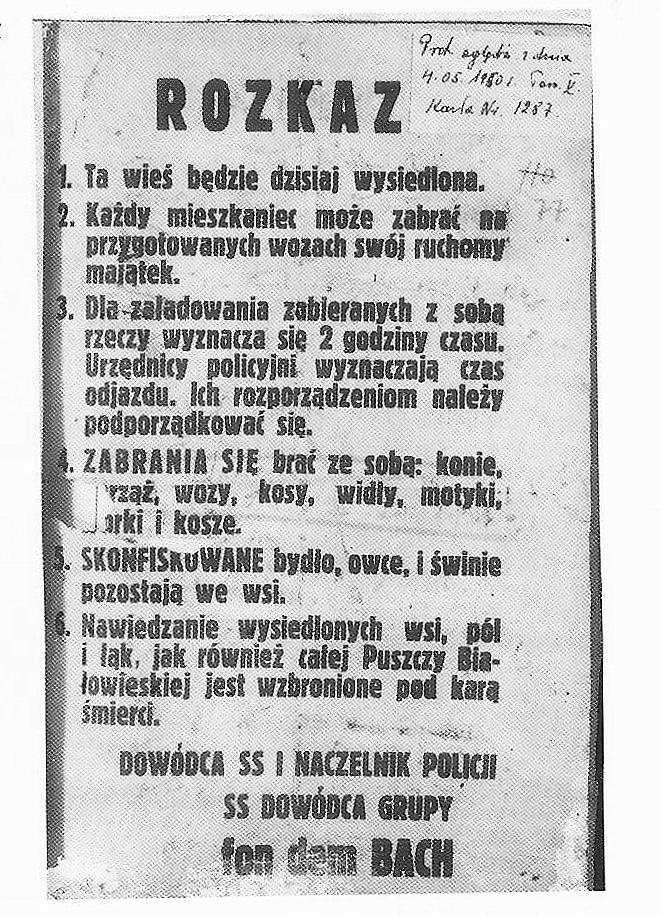
Rozkaz o wysiedleniu mieszkańców wsi terenu Puszczy Białowieskiej podpisany przez Ericha von dem Bacha (fotokopia)

Współczesne siedliska lokowane są w nawiązaniu do dawnych wzorów: w centrum polany, po obu stronach przecinającej ją drogi. Wsie mają układ szeregówki (utrzymano porządek przestrzenny z XVIII w.). Otoczone są polami uprawnymi i współczesnymi łąkami. Zaprzestano użytkowania wielu działek rolniczych. Zachodzi na nich proces sukcesji wtórnej i naturalnego zarastania lasem.